# Ekaveli
Ekaveli è il terzo album da solista del rapper turco Eko Fresh, pubblicato il 23 novembre 2007 dall'etichetta discografica Ersguterjunge.

## Tracce
1. Intro
2. Et kütt wie et kütt
3. Sie sind überall (feat. Summer Cem)
4. Ring frei (feat.Bushido)
5. Bis ich unter der Erde lieg (feat. Outlawz)
6. Gefallene Soldaten (feat. G-Style)
7. Westcoast
8. Ich bleib so wie ich bin (feat. Ado)
9. Jedem das Seine
10. Ihr Herz ist so Ghetto (feat. Capkekz)
11. Irgendwann (feat. Farid Bang)
12. Es interessiert
13. Cologne City Street Blues (feat. Gangsta Lu)
14. Es tut mir leid (feat. Karim & G-Style)
15. Ein Tag
16. Yayo – 3:14
17. Stenzprominenz (feat. Hakan Abi, Ice H, Kingsize, SDiddy, La-Honda & Prodycem)
18. Ohne dich
19. Seid ihr jetzt zufrieden
20. Outro
21. So kann ich nicht arbeiten